# Septembre 1865

## Événements
- C'est en septembre 1865 que Georges Claraz naturaliste et explorateur suisse, ouvre la porte de la Patagonie septentrionale à la recherche scientifique, en explorant et en décrivant en premier les zones comprises entre la rivière Rio Negro et la rivière Rio Chubut.

- 20 septembre : François-Joseph Ier d'Autriche suspend la patente centralisatrice de février 1861. Le gouvernement impérial ratifie l’ébauche d’une nouvelle constitution pour la nation magyare. Gyula Andrássy est élu vice-président de la diète hongroise. Il négocie avec Ferenc Deák avec le gouvernement de Vienne.

## Naissances
- 1er septembre : Georges Charpy, chimiste, métallurgiste français († 25 novembre 1945).
- 15 septembre : Henri Capitant, juriste français, agrégé de droit, professeur de droit privé († 21 septembre 1937).
- 18 septembre : Friedrich Wilhelm Kuhnert, peintre et illustrateur allemand († 11 février 1926).
- 23 septembre : Suzanne Valadon, modèle et peintre française († 7 avril 1938).

## Décès
- 2 septembre : William Rowan Hamilton, mathématicien, physicien et astronome irlandais.